# Allerey
Allerey település Franciaországban, Côte-d’Or megyében. Lakosainak száma 175 fő (2022. január 1.). Allerey Beurey-Bauguay, Sussey, Arconcey, Clomot, Diancey, Jouey és Marcheseuil községekkel határos.

## Népesség
A település népességének változása:
| Lakosok száma | 301  | 222  | 198  | 170  | 169  | 170  | 170  | 175  | 178  | 175  |
|               | 1968 | 1982 | 1990 | 2006 | 2013 | 2015 | 2017 | 2019 | 2020 | 2022 |